# Mystrocnemis analis
Mystrocnemis analis är en skalbaggsart som först beskrevs av Olof Immanuel von Fåhraeus 1872.  Mystrocnemis analis ingår i släktet Mystrocnemis och familjen långhorningar.
Artens utbredningsområde är:
- Angola.
- Kenya.
- Zimbabwe.

Inga underarter finns listade i Catalogue of Life.